# Chimarra straminea
Chimarra straminea är en nattsländeart som beskrevs av Oliver S. Flint Jr. 1998. Chimarra straminea ingår i släktet Chimarra och familjen stengömmenattsländor. Inga underarter finns listade i Catalogue of Life.